# George Orton
George Washington F. Orton (10. ledna 1873, Strathroy-Caradoc (Ontario) - 25. června 1958, Meredith (New Hampshire)) byl kanadský atlet, olympijský vítěz na trati 2500 metrů překážek.

## Sportovní kariéra
Byl šestinásobným mistrem USA v běhu na jednu míli a sedminásobným přeborníkem v běhu na 2 míle s překážkami. Největšího úspěchu dosáhl na olympiádě v Paříži v roce 1900. Zde se konaly dva dlouhé překážkové běhy. Orton zvítězil v běhu na 2500 metrů překážek, v běhu na 4000 metrů překážek skončil pátý. Na pařížské olympiádě startoval rovněž v běhu na 400 metrů překážek, kde doběhl ve finále na třetím místě (startovalo celkem pět závodníků). Po skončení sportovní kariéry působil jako trenér.